# Sydney Battersby

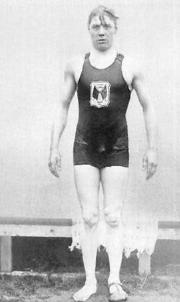
Sydney Battersby (1908)

Thomas Sydney Battersby (* 18. November 1887 in Platt Bridge, Greater Manchester; † 3. September 1974 in Sydney, Australien) war ein britischer Schwimmer, der zwei olympische Medaillen gewann.
Battersby schwamm für den Wigan SC. Bei den Olympischen Spielen 1908 in London schied er über 400 Meter Freistil im ersten Halbfinale aus. Es siegte der Brite Henry Taylor vor dem Australier Frank Beaurepaire und dem Österreicher Otto Scheff. Über 1500 Meter Freistil qualifizierten sich Taylor, Battersby, Beaurepierre und Scheff für das Finale. Taylor gewann vor Battersby und Beaurepierre, während Scheff das Rennen aufgab.
1909 gewann Battersby mehrere Meistertitel der Amateur Swimming Association. 1911 stellte er einen Weltrekord über 400 Meter Freistil auf, der allerdings schon 1912 vom Ungarn Alajos Kenyéry unterboten wurde.
Bei den Olympischen Spielen 1912 in Stockholm schied Battersby sowohl über 400 Meter als auch über 1500 Meter Freistil im Halbfinale aus. Im Wettbewerb der 4-mal-200-Meter-Freistilstaffeln siegte die Mannschaft aus Australasien vor dem Team aus den Vereinigten Staaten. Dahinter gewann die britische Staffel mit William Foster, Battersby, John Hatfield und Henry Taylor die Bronzemedaille.
Battersby wanderte 1922 nach Australien aus. 2007 wurde er in die International Swimming Hall of Fame aufgenommen.